# Friedrich Eduard Hoffmann
Friedrich Eduard Hoffmann (Gröningen, 18 de octubre de 1818 - Berlín, 3 de diciembre de 1900) fue un inventor alemán.

## Biografía
Su padre era profesor. Hoffmann asistió a la escuela secundaria en Halberstadt, de 1833 a 1837, y allí aprendió francés.
En 1838 se reunió a su hermano mayor, el inspector de construcción E.W. Hoffmann, y trabajaron en el departamento de construcción del gobierno real en Poznan. Friedrich ejercía como aprendiz de arquitecto. Tres años más tarde, hace su primer examen y entra a trabajar en una instalación ferroviaria de Westfalia. Entre 1841y 1857 trabajó en la construcción de ferrocarriles, en la línea Berlín-Hamburgo. De 1843 a 1845 se estudió en la Real Escuela General de Construcción de Berlín, donde se graduó como maestro de obras.
Sus conocimientos sobre las deficiencias en la producción de ladrillos durante su trabajo en la construcción de puentes ferroviarios le llevaron en 1857 a dedicarse a la industria cerámica. En 1858,  fundó su empresa de construcción y abrió su primera fábrica de ladrillos en Berlín.
Junto con el encargado de construcción municipal de Danzig, A. Licht, construyó un horno de ladrillos de forma circular que funcionaba de forma continua.

## Obra
Hoffmann desarrolló un horno que mejoraba las condiciones técnicas para la producción de los materiales de construcción de su época. En un momento de gran expansión de la construcción de edificios, su invento optimizó la producción de ladrillos, reduciendo el tiempo de combustión y ahorrando dos tercios del consumo de carbón necesario para encender los hornos.Esa era la ventaja principal del horno circular, un ahorro de combustible de hasta el 70 por ciento. Como el fuego nunca se apagaba, todas las operaciones (carga, tapiado, quema, apertura, enfriamiento y vaciado) se llevaban a cabo al mismo tiempo en las hasta treinta cámaras de combustión dispuestas alrededor de la chimenea central. Su horno circular, que se puso en funcionamiento a finales de 1859 en Scholwin, cerca de Stettin, se utilizó en todo el mundo. Poseía patentes en toda Europa, Rusia y Estados Unidos. En 1900 había más de 4000 hornos de anillo en el mundo, que se podían encontrar incluso en África, Australia, América del Sur y las Indias Orientales.
Fundó en 1865 la Asociación Alemana para la Fabricación de Ladrillos, Cerámica, Cal y Cemento. En 1870 instaló un laboratorio químico especial para la industria de la arcilla, dedicado a cuestiones de la ciencia y la práctica de la cerámica, y en este contexto también inició la primera publicación del mundo sobre tecnología de silicatos, Töpfer- und Ziegler-Zeitung, que se publica desde 1868.
En 1858 patentó el modelo de horno anular que lleva su nombre.Por la invención de este horno recibió el Gran Premio en la Exposición Universal de París en 1867.
También registró otras invenciones, como un molino neumático, una excavadora hidráulica y un sistema de carriles angulares para ferrocarriles.